# Geloofsgemeenschap
Een geloofsgemeenschap is een groep mensen die hetzelfde geloof aanhangen of de organisatie daarvan. Dit kan op allerlei niveaus zijn: van plaatselijk, zoals een kerkelijke gemeente, tot nationaal of internationaal, bijvoorbeeld een Kerk. Kleinere geloofsgemeenschappen kunnen dus deel uitmaken van grote, zelfs mondiale geloofsgemeenschappen. Geloofsgemeenschap heeft betrekking op alle vormen van geloof, dus is niet gebonden aan het christendom.